# Antirrhea interruptus
Antirrhea interruptus är en fjärilsart som beskrevs av Felix Bryk 1953. Antirrhea interruptus ingår i släktet Antirrhea och familjen praktfjärilar. Inga underarter finns listade i Catalogue of Life.